# Diego Arismendi
Hugo Diego Arismendi Ciapparetta (Montevidéu, 25 de janeiro de 1988) é um futebolista uruguaio que atua como volante. Atualmente joga no Fénix.

## Títulos
Nacional
- Liguilla Pré-Libertadores da América: 2007, 2008
- Campeonato Uruguaio: 2008–09, 2014–15